# USS Liberty-incident

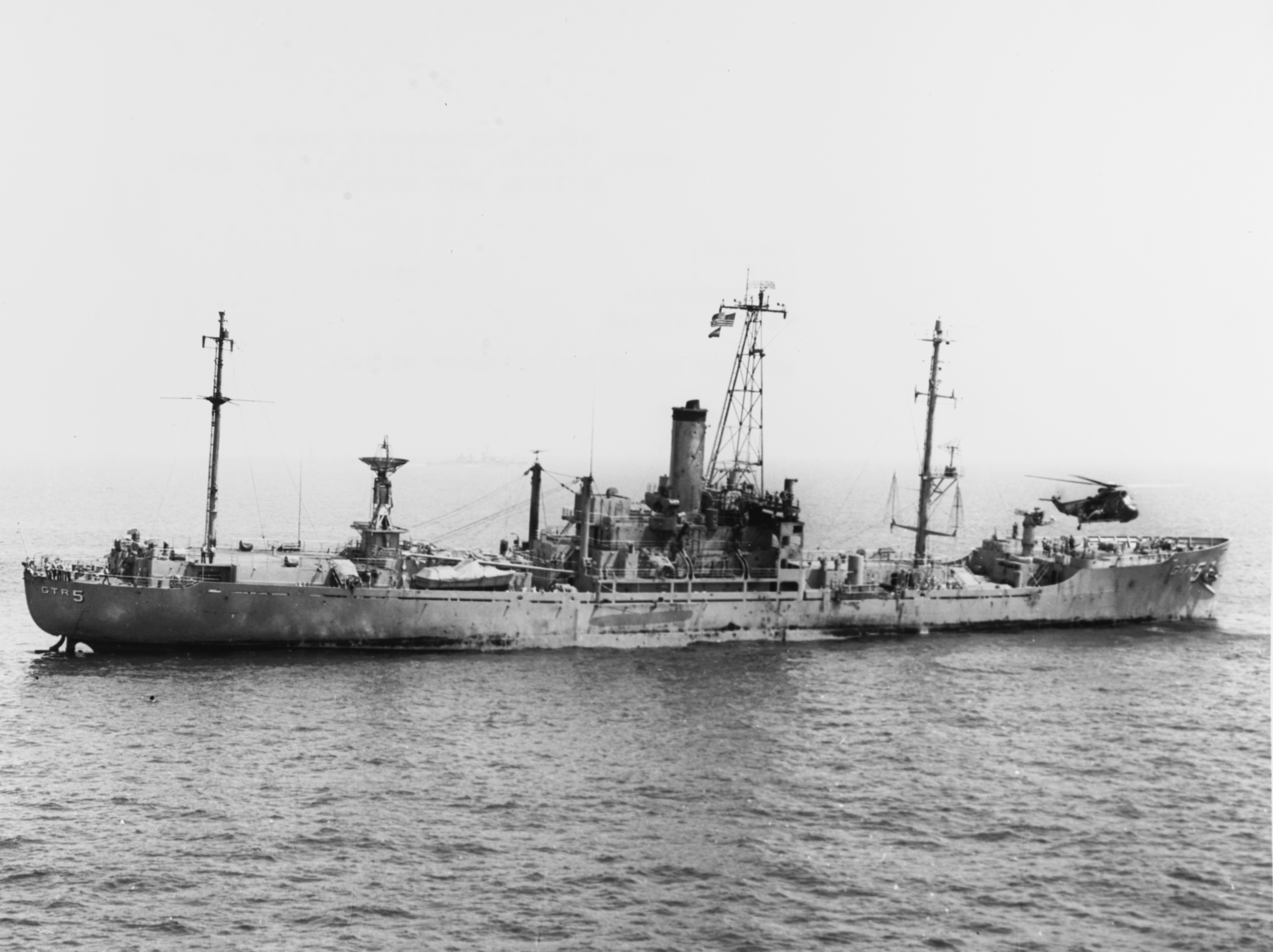
De USS Liberty na het incident

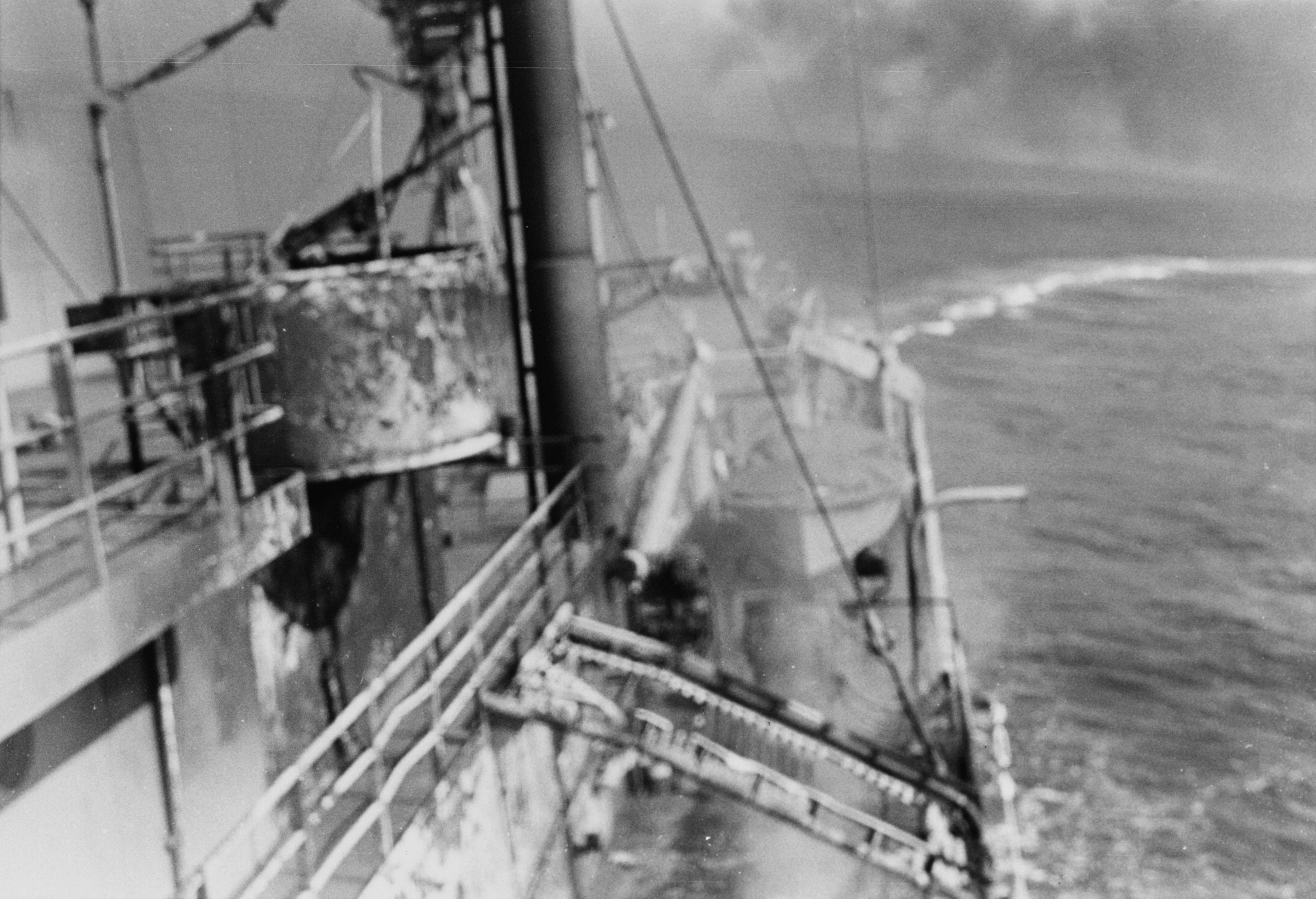
USS Liberty wendt om een torpedo te ontwijken.

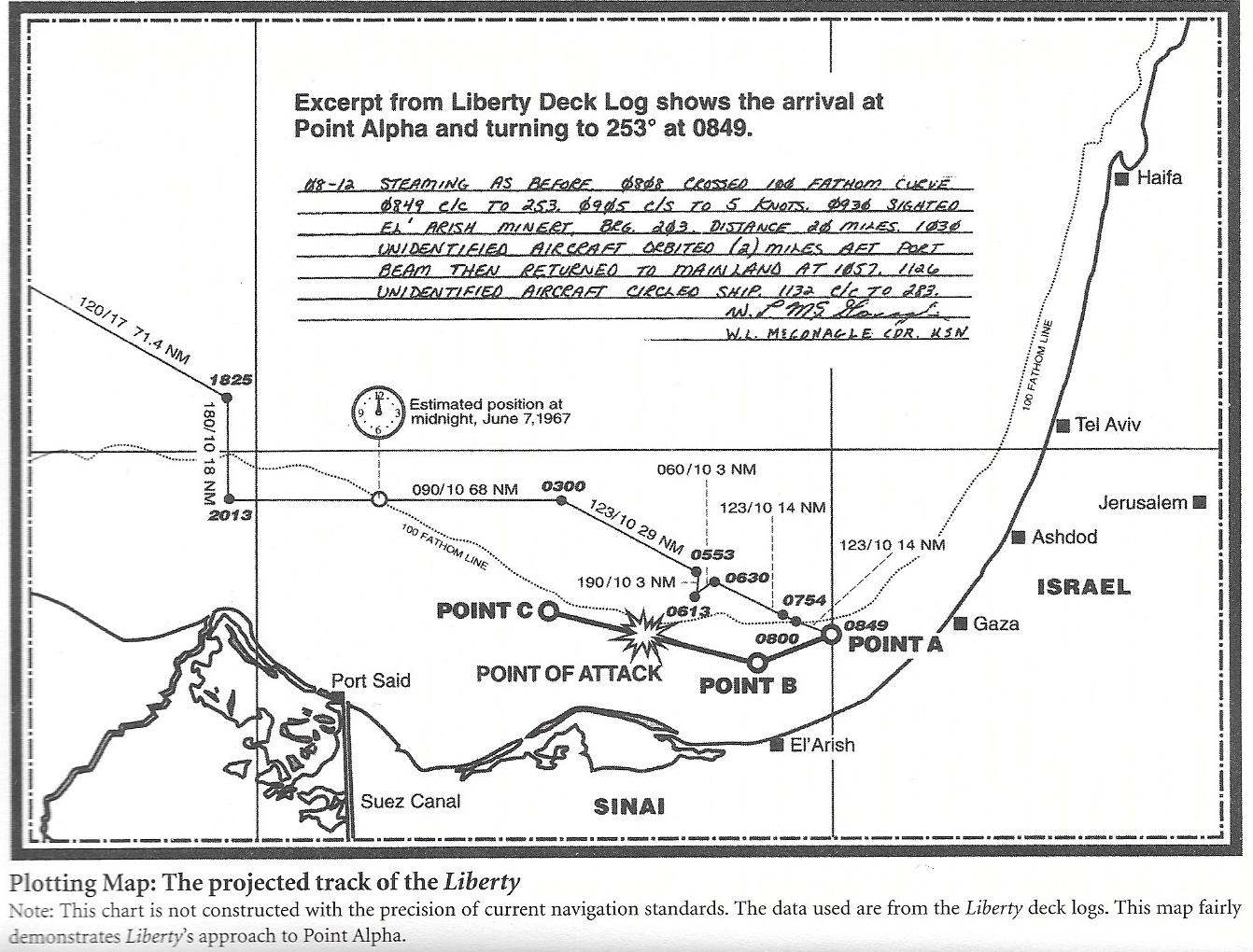
Vaarroute USS Liberty tijdens incident

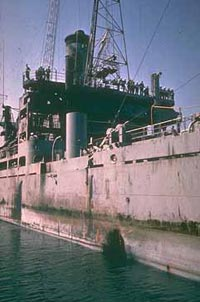
Schade door een torpedo aan de romp van USS Liberty

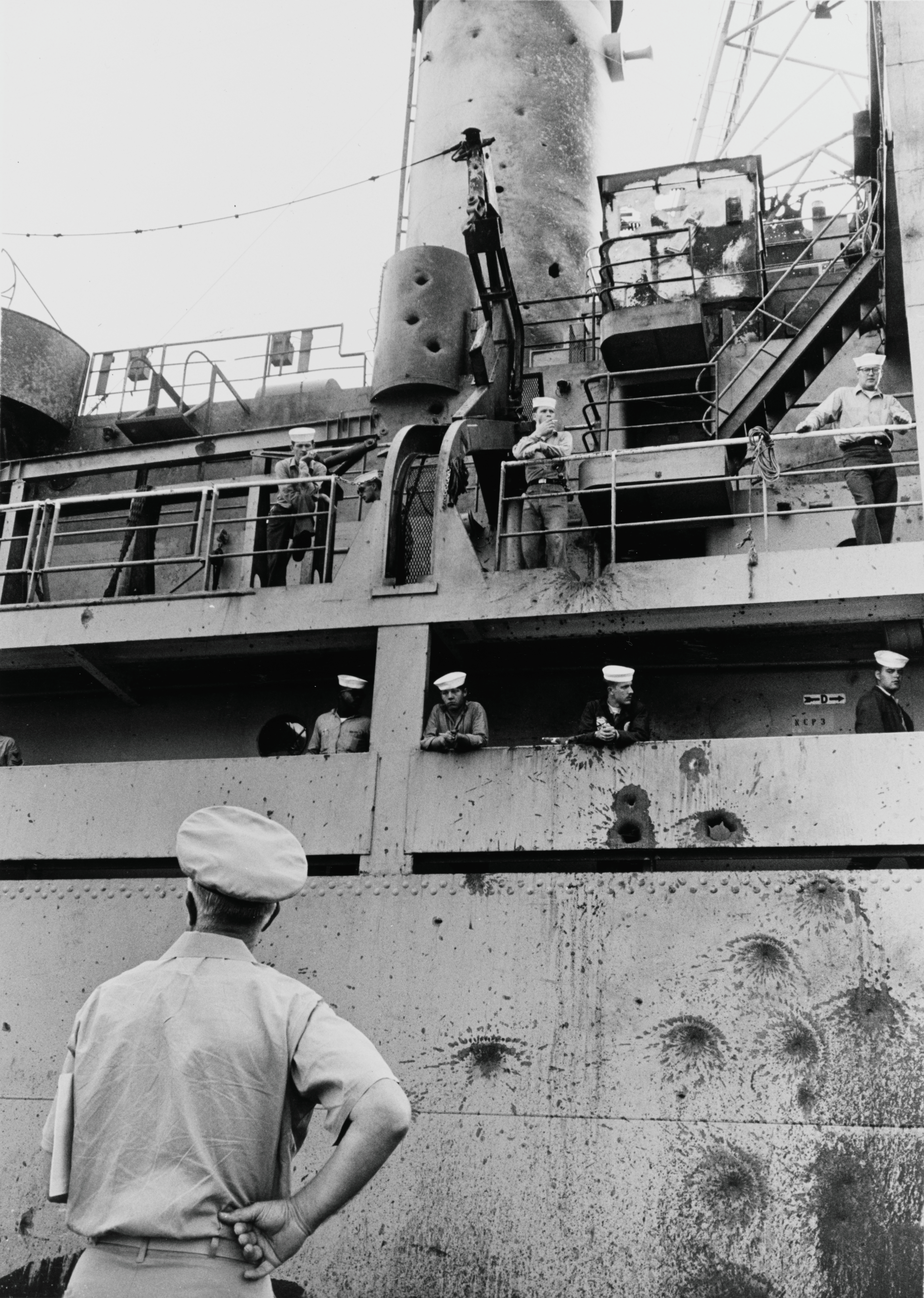
Kogelgaten in de romp

Tijdens de Zesdaagse Oorlog vond op 8 juni 1967 het USS Liberty-incident plaats waarbij Israël het Amerikaanse marineschip USS Liberty aanviel, dat in internationale wateren ten noorden van de Sinaï bij de plaats El Arish lag.
Op de vierde dag van de Zesdaagse Oorlog kreeg het schip aanvallen te verduren van de Israëlische luchtmacht en marine, waarbij het schip bijna tot zinken werd gebracht en een groot deel van de bemanning om het leven kwam (34) of gewond raakte (171). Tijdens de aanvallen van de Israëlische luchtmacht, lukte het de bemanning van de USS Liberty een zeer grote Amerikaanse vlag op het dek te plaatsen; de aanvallen werden echter niet gestaakt.

## Bouw en ombouw
De USS Liberty was in april 1945 tewatergelaten als het vrachtschip SS Simmons Victory, een schip van de Victoryklasse. Het was een modernere opvolger van de Liberty-schepen. Na de oorlog kwam het in 1963 in dienst bij de United States Navy en werd omgebouwd tot een spionageschip voor de National Security Agency (NSA). Het werd uitgerust met gevoelige communicatieapparatuur om berichten op te vangen. De eerste opdracht werd in 1965 uitgevoerd voor de kust van West-Afrika. In 1967 kreeg het schip opdracht om via de Middellandse Zee naar Israël te varen.

## Verloop van het incident
Op 8 juni, om ca. 9:00 's ochtends, zagen de Amerikaanse officieren aan boord van de USS Liberty een gevechtsvliegtuig op het schip afkomen. Het gevechtsvliegtuig kon niet worden geïdentificeerd omdat de gebruikelijke markeringen ontbraken. Het vliegtuig maakte vervolgens rechtsomkeert en vloog terug in de richting van Gaza.
Om ca. 10:00 die ochtend vlogen twee gevechtsvliegtuigen met deltavleugels op de USS Liberty aan. Ook deze vliegtuigen konden niet worden geïdentificeerd omdat de gebruikelijke markeringen ontbraken. Deze vliegtuigen vlogen in totaal driemaal om het schip heen. Aan boord van de USS Liberty maakte men zich geen zorgen, omdat het schip duidelijk herkenbaar was als een Amerikaans schip.
Om 10:30 kwam er opnieuw een vliegtuig op de USS Liberty af, ditmaal een Fairchild C-119 Flying Boxcar, en het vloog op ca. 70 meter van het schip langzaam een rondje. Dit gaf de Amerikaanse bemanning de bevestiging dat hun schip herkend was als een Amerikaans schip. Dit vliegtuig had duidelijk zichtbaar Israëlische markeringen. Dit vliegtuig herhaalde zijn vluchten om en boven de USS Liberty, rond ca. 11:00 en 11:30 op die bewuste ochtend.
Om ca. 14:00 die middag, de USS Liberty was zo goed als op zijn plek gebleven en voer op een uiterst lage snelheid, werden er twee Mirage-gevechtsvliegtuigen waargenomen die het schip met grote snelheid naderden. Ook deze vliegtuigen waren ongemarkeerd; niettemin is het aannemelijk dat het Israëlische vliegtuigen waren omdat geen enkel Arabisch land over dergelijke vliegtuigen beschikte. De USS Liberty ondernam geen defensieve maatregelen. Doordat de Mirages met grote snelheid naderden kon dat eigenlijk ook niet, want het schip was slechts zeer licht bewapend met 12 mm-Browninggeschut. Vervolgens werd het schip door de Mirages beschoten met mitrailleurs. De bemanning was daar niet op voorbereid en er werden brandstoftanks geraakt, waardoor brand uitbrak. De kapitein van de USS Liberty vroeg meteen om assistentie van de nabijgelegen Amerikaanse zesde vloot. Ondertussen bestookten andere Israëlische gevechtsvliegtuigen het schip met napalm.
Het was de Amerikaanse kruiser USS Little Rock, het vlaggenschip van de zesde vloot, gelukt om de noodoproepen te identificeren. Daarop kwam het bevel richting het Amerikaanse vliegdekschip de USS Saratoga (CV-60) om de USS Liberty te ontzetten. Vanaf de USS Saratoga stegen daarop 12 Phantom F-4-gevechtsvliegtuigen op en gingen op jacht naar de bewuste Israëlische vliegtuigen.
Vanuit Washington DC, waar het bericht inmiddels ook was aangekomen, kwam echter het bevel dat de zojuist opgestegen F-4's onmiddellijk rechtsomkeert moesten maken. Dat bevel kwam van de Amerikaanse minister van Defensie Robert McNamara, die zich persoonlijk in het radioverkeer meldde. McNamara dacht, dat de gevechtsvliegtuigen Russisch waren en wilde geen oorlog met de Sovjet-Unie riskeren.
In de eerste aanval op de USS Liberty waren de meeste reddingsboten al vernietigd. Niettemin slaagde de bemanning van de USS Liberty erin, drie reddingsboten van dek te krijgen. Nadat een gedeelte van de bemanning in de reddingsboten was gestapt, was het vervolgens de Israëlische marine die de reddingsboten met torpedo's aanviel. Van de drie boten wist Israël er twee tot zinken te brengen. Het aanvallen van reddingsboten wordt internationaal gezien als een oorlogsmisdaad.
Aan het eind van deze Israëlische aanval bleken er 34 Amerikaanse militairen te zijn omgekomen en waren er 171 gewonden.

## Speculaties over de oorzaak
Gabby Bron, een toenmalige Israëlische reservist, later journalist, vertelde dat hij op 8 juni getuige was van de executie van krijgsgevangenen in de buurt van het vliegveld van Al-Arish. Hij zegt dat hij hen hun eigen graf zag graven, en ze daarna met Uzi's werden doodgeschoten. Sommigen hebben het vermoeden uitgesproken dat Israël het schip aanviel om ontdekking van bovengenoemde executies te voorkomen. Anderen beweren dat de Israëlische piloten dachten dat de USS Liberty een Egyptisch schip was, omdat de Amerikanen hadden beweerd dat er geen Amerikaanse schepen in de buurt waren (althans niet binnen 100 zeemijl). In alle officiële onderzoeksverslagen wordt de aanval echter 'een tragische vergissing' genoemd. Een Israëlisch verslag vermeldt dat de hoge snelheid van de USS Liberty in de oorlogszone het tot een doelwit maakte.